# Beijing International Challenger 2010
Il Beijing International Challenger 2010 è un torneo professionistico di tennis giocato sul cemento, che faceva parte dell'ATP Challenger Tour 2010 e dell'ITF Women's Circuit 2010. Si è giocato a Pechino in Cina dal 2 all'8 agosto 2010.

## Partecipanti

### Teste di serie
| Nazionalità   | Giocatore             | Ranking* | Testa di serie |
| ------------- | --------------------- | -------- | -------------- |
| Irlanda       | Conor Niland          | 158      | 1              |
| Ucraina       | Ivan Serheev          | 179      | 2              |
| Francia       | Laurent Recouderc     | 226      | 3              |
| Corea del Sud | Kim Young-jun         | 256      | 4              |
| Croazia       | Franko Škugor         | 283      | 5              |
| Canada        | Pierre-Ludovic Duclos | 309      | 6              |
| Russia        | Artem Sitak           | 310      | 7              |
| Russia        | Andrej Kumancov       | 322      | 8              |

- Ranking al 26 luglio 2010.

### Altri partecipanti
Giocatori che hanno ricevuto una wild card:
- Bai Yan
- Chang Yu
- Li Zhe
- Wu Di

Giocatori passati dalle qualificazioni:
- Tiago Fernandes
- Gao Peng
- Wang Chuhan
- Xu Jun-Chao

## Campioni

### Singolare maschile
Franko Škugor ha battuto in finale  Laurent Recouderc, 4–6, 6–4, 6–3

### Singolare femminile
Junri Namigata ha battuto in finale  Zhang Shuai, 7–6(3) 6-3

### Doppio maschile
Pierre-Ludovic Duclos /  Artem Sitak hanno battuto in finale  Sadik Kadir /  Purav Raja, 7–6(4), 7–6(5)

### Doppio femminile
Sheng-Nan Sun /  Zhang Shuai hanno battuto in finale  Ji Chun-Mei /  Liu Wan-Ting, 4-6, 6-2, [10-5]